# ذا فامبس
ذا فامبس (بالإنجليزية: The Vamps)‏ فرقة بوب وروك بريطانية تتكون من الأعضاء: براد سيمبسون (مُغني رئيسي وعازف غيتار)، جيمس ماكفاي (عازف غيتار رئيسي ومُغني)، كونور بول (عازف باس غيتار ومُغني)، تريستان ايفانز (قارِع طبول ومُغني). شُكلت الفرقة في أوائل عام 2012، ومن ثم وقعوا عقد مع ميركوري ريكوردز في شهر نوفمبر من ذلك العام. وقد قامت الفرقة بدعم McFly في جولتهم جولة ميموري لين في أوائل عام 2013. كما غنّوا أيضًا في عدة مناسبات في جميع أنحاء المملكة المتحدة مقدمين الدعم لعدة فرق منها: ذا وانتد، ليتل ميكس، لوسون وكذلك المُغنية ديمي لوفاتو.
في 29 سبتمير عام 2013، أصدروا أول أغنية منفردة لهم بعنوان «Can We Dance (هل يمكننا الرقص؟)»، الذي احتل المركز الثاني في يو كاي سنغلس تشارتس. ومن ثم أصدروا ثاني سنجل لهم بعنوان «Wild Heart ‏ (القلب الجامح)»، في 18 يناير 2014، وقد حاز على المركز الثالث في يو كاي سنغلس تشارتس. وأصدروا السنجل الثالث لهم الذي يحمل عنوان «Last Night ‏ (ليلة أمس)» في راديو المملكة المتحدة في 24 فبراير 2014 وفي تحميل موسيقى في 6 أبريل 2014. وفي 14 أبريل 2014 أصدروا أول ألبوم لهم بعنون «Meet the Vamps (مُلاقاة الفامبس)». وأخيرًا اصدروا السنجل الأول لهم «Wild Heart (القلب الجامح)» في الولايات المتحدة وكندا في فبراير عام 2014.
أصدروا ألبومهم الثاني بعنوان «Wake Up (أستيقظ)»، في 27 نوفمبر 2015 وتم أصدار الأغنية الرئيسيه للألبوم "Wake Up" في 2 أكتوبر 2015، وفي 1 أبريل 2016 تم إصدار ثاني أغنية من الالبوم "I Found a Girl".
في 14 أكتوبر 2016 تم إصدار "All Night" بالتعاون مع ماتوما كأول أغنية من ألبومهم الثالث. ثم أصدروا الأغنية الثانية "Middle of the Night" بالتعاون مع الدنماركي مارتن جنسين، وفي 28 أبريل 2017 تم إصدار ثالث أغنية "Hands" بالتعاون مع الدي جي مايك بيري وكذلك سابرينا كاربنتر.
في 14 يوليو 2017 أصدروا الجزء الأول من ألبومهم الثالث "Night&Day - Night Edition" والذي ظهر لأول مره علي يوكاي ألبوم تشارتس والجزء التاني من الألبوم " Day Edition " سيصدر في يوليو 2018.
في 13 أكتوبر 2017، أصدرت الفرقة أغنية "Personal" الفردية كأغنية رئيسية من الجزء الثاني من ألبومهم الثالث بالتعاون مع ماغي ليندمان.
تم إصدار الأغنية الثانية "Too Good to Be True" في 2 مارس 2018 بالتعاون مع داني أفيلا وماشين غان كيلي، أطلقوا أغنية "Hair Too Long" في 20 أبريل 2018 وأغنيه "Just My Type" في 15 يونيو 2018.
في 13 يوليو 2018، أصدروا الجزء الثاني من الألبوم بعنوان " Night & Day - Day Edition "، والذي احتل المركز الأول في ألبوم تشارتس الإسكتلندي والرقم الثاني علي يوكاي البوم تشارتس. تعاونت الفرقة مع DJ Sigala وأصدروا أغنية "We Don’t Care" في 27 يوليو 2018.

## تكوين الفرقة
قرر جيمس ماكفي تكوين فرقه موسيقيه وأكتشف برادلي سيمبسون في عام 2011 من خلال اليوتيوب، كتبو معًا الأغاني نحو الأشهر اللاحقة من عام 2011، وأصبح برادي سيمبسون لاحقًا المغني الرئيسي، في عام 2012 التقى جيمس وبرادلي بتريستان إيفانز عبر Facebook. ثم التقى الثلاثي بكونور بول عن طريق صديق مشترك عبر الفيسبوك في منتصف عام 2012، بدأت الفرقة في تحميل أغانٍ للعديد من الفانيين على قناتهم على YouTube. بحلول شهر أكتوبر تم وصفهم كفرقة جديدة، وجذبت الفرقة العديد من الاهتمام بعد تأديتهم لأغنيه "Live While We're Young"، وساعد دعم الجمهور القوي علي انتشار الفرقة علي نطاق واسع.

## أعضاء الفرقة

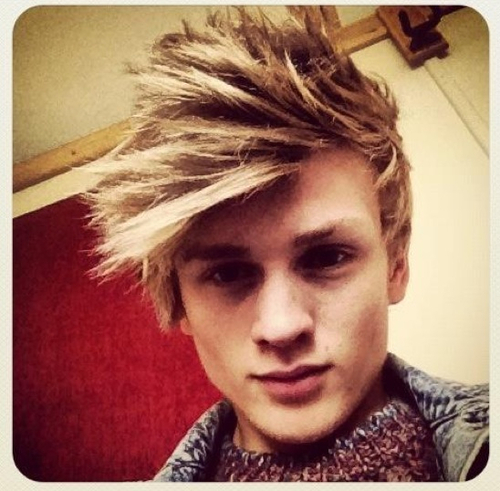
تريستان هو عازف الدرامز في الفرقة البريطانية ذا فامبس.

### براد سيمبسون
برادلي ويل «براد» سيمبسون (وُلد في 28 يوليو 1995) هو من سوتون كولدفيلد، ويست ميدلاندز. هو المُغني الرئيسي للفرقة وعازف الغيتار، التقى بزميله «جيمس ماكفاي» على اليوتيوب في عام 2011 ومُنذ ذلك الحين بَدَآ العمل على ألبومهم الأول.>

### جيمس ماكفاي
جيمس دانيال ماكفاي (وُلد في 30 أبريل 1994)هو من بورنماوث، دورست. هو عازف الغيتار الرئيسي في الفرقة ومُغني ثانوي. التقى بزميله «براد سيمبسون» على اليوتيوب في عام 2011 ومُنذ ذلك الحين بَدَآ العمل على ألبومهم الأول.

### كونور بول
كونور سامويل جون بول (وُلد في 15 مارس 1996 في أبردين، اسكتلندا) هو من هاتون، ارويكشاير. عازف باس غيتار ومُغني ثانوي. وهو آخر عضو انضم إلى الفرقة.

### تريستان ايفانز
تريستان أوليفر فانس إيفانز (وُلد في 15 أغسطس 1994) هو من اكستر، ديفون. قارِع الطبول ومُغني ثانوي. كما أنه يعمل كمنتج للفرقة.

## الألبومات
- 2014- (مُلاقاة الفامبس) Meet the Vamps
- 2015- (استيقظ) Wake Up
- 2017- (ليل ونهار) Night&Day

## الجولات
الفرقة دعمت McFly في جولتهم جولة ميموري لين في شهري أبريل ومايو عام 2013. ودعموا سيلينا غوميس في لندن في 7 و8 سبتمير 2013. في أكتوبر من ذلك العام، تم الإعلان عن حضور الفرقة لجولة تايلور سويفت لدعمها في جولتها جولة ريد المقامة في لندن في فبراير 2014. وأيضًا دعموا فرقة ذا وانتد في جولتهم العالمية جولة وورد اوف ماوث من 14 مارس حتى 1 أبريل في كلٍ من المملكة المتحدة وايرلندا. وفي 12 فبراير 2014، أعلنت الفرقة أنهم سيقومون بجولة خاصة بهم في المملكة المتحدة في سبتمبر وأكتوبر عام 2014.

## روابط خارجية
- ذا فامبس على موقع IMDb (الإنجليزية)
- ذا فامبس على موقع ميوزك برينز (الإنجليزية)
- ذا فامبس على موقع أول ميوزيك (الإنجليزية)
- ذا فامبس على موقع ديسكوغز (الإنجليزية)